# Майер, Констан
Констан Майер (фр. Constant Mayer, 3 октября 1829, Безансон — 12 мая 1911, Париж) — французский и американский художник. 

## Биография
Майер родился в Безансоне, Франция, в еврейской семье. Учился в Школе изящных искусств у Леона Конье. Жил и работал в Париже, неоднократно участвовал в Парижском Салоне. Писал преимущественно жанровые картины большого формата.
В 1857 году Майер переехал в США, в Нью-Йорк. В 1866 году стал сотрудником Национальной академии дизайна США. Был членом Американского союза художников.
В 1869 году Майер покинул США и вернулся в Париж. В том же году стал кавалером ордена Почётного легиона. Умер в Париже в 1911 году. Некоторые работы Майера находятся в Метрополитен-музее.

## Известные работы

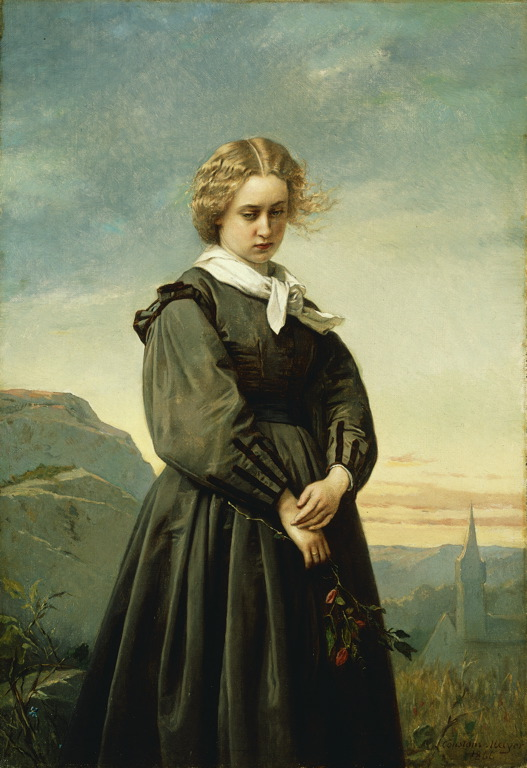
Love’s Melancholy, 1866, находится в Институте искусств

| 1863 - «Beggar-Girl» 1864 - «Consolation» 1865 - «Recognition» 1866 - «Good Words» - «Riches and Poverty» - «Maud Muller» 1867 - «Street Melodies» 1869 - «Early Grief» - «Oracle of the Field» | 1875 - «Song of the Shirt» 1879 - «Song of the Twilight» | 1880 - «In the Woods» 1881 - «The Vagabonds» 1883 - «Lord’s Day» - «Lawn Tennis» 1884 - «Mandolin Player» 1885 - «First Grief» 1886 - «The First Communion» |